# Wiener EG
Wiener EG (celým názvem: Wiener Eissport-Gemeinschaft) byl rakouský sportovní klub, který sídlil ve Vídni. Založen byl v roce 1939 po fúzi dvou městských klubů, Wieneru EV a EK Engelmann Wien. V roce 1940 přišel úspěch v podobě vítězství ve Velkoněmeckém mistrovství. Po konci války přišlo osamostatnění těchto dvou klubů. Znovuobnovení spolupráce přišlo v roce 1948 a trvalo až do roku 1951. Za toto období získal "superklub" třikrát titul mistra Rakouska.

## Historické názvy
Zdroj: 
- 1939 – fúze klubů Wiener EV a EK Engelmann Wien do nově vytvořeného Wieneru EG (Wiener Eissport-Gemeinschaft)
- 1945 – osamostatnění klubů
- 1948 – opětovná fúze do obnoveného Wieneru EG (Wiener Eissport-Gemeinschaft)
- 1951 – znovu osamostatnění klubů

## Přehled ligové účasti
Zdroj: 
- 1940–1944: Deutsche Eishockey-Meisterschaft (1. ligová úroveň v Německu)
- 1948–1951: Österreichische Eishockey-Liga (1. ligová úroveň v Rakousku)

## Soupiska mistrů Velkoněmeckého mistrovství
| Mistr Německa 1940 Wiener EG | Josef Wurm, Lambert Neumaier, Otto Voit, Josef Göbl, Fritz Demmer, Hans Schneider, Hubert Tschammler, Walter Feistritzer, Franz Zehetmayer, Karl Kirchberger, Karl Ordögh, Rudolf Voyta, Franz Csöngey |